# Pablo Rago
Pablo Rago Ragonese (ur. 24 września 1972 roku w Buenos Aires) – argentyński aktor.
Z telewizją ma do czynienia od najmłodszych lat. Mając 4 lata zagrał w reklamówce, potem w cyklu telewizyjnym „Trzy historie miłości”. W 1985 roku zagrał w „La Historia Oficial” („Historia Oficjalna”), który zdobył Oscara dla najlepszego filmu zagranicznego. W 1993 roku zagrał główną rolę męską w „Inconquistable corazón”, „Niezdobytym sercu”, który był debiutem Natalii Oreiro w telenoweli. Partnerowała mu Paola Krum, która w „Zbuntowanym aniele” zagrała Florencię Rizzo. Na planie "Kachorry" towarzyszyła mu Natalia Oreiro, urugwajska piosenkarka i aktorka. Zagrał również w serialach „El Hombre”, „Primicias”. Jest głównie aktorem filmowym. Pablo ma syna Vito,rozstał się ze swoją żoną Marią Carambula.

## Filmografia
- "Vientos de agua" (2005) serial TV - Juliusz
- "Conflictos en red" (2005) serial TV
- "Mujeres asesinas" (2005) miniserial TV
- "Mosca y Smith en el Once" (2004) miniserial TV - Carlos Smith
- Próxima salida (2004) - Daniel Sanabria
- "Hospital público" (2003) serial TV - dr Luciano Benegas
- "Resistiré" (2003) serial TV (uncredited) - Leandro
- Dahlman Apasionados (2002) - Roberto
- "Kachorra" (2002) serial TV - Bruno Ricardo Moravia
- Déjala correr (2001) - René
- "Buscas de siempre, Los" (2000) serial TV - Germán
- "Primicias" (2000) serial TV - Fernando Álvarez
- Mar de Lucas, El (1999) - Facundo Denevi
- "Hombre, El" (1999) miniserial TV - Gregorio 'Goyo' Maciel Cepeda
- "Gasoleros" (1998) serial TV - Bonzo
- "Sueltos" (1996) serial TV - Diego
- "Por siempre mujercitas" (1995) serial TV - Diego
- "Inconquistable corazón" (1994) serial TV - Gonzalo Guińazú
- Amigos son los amigos (1993) (TV) - Pablo
- "Amigos son los amigos" (1989) serial TV - Pablo
- "Clave de sol" (1987) serial TV - Lucho
- "Historia de un trepador" (1984) serial TV - Carlitos
- Últimos días de la víctima (1982) - Bruno Külpe
- "Novia de vacaciones" (1979) serial TV - Cirilo